# Infrared Data Association
IrDA, Infrared Data Association är en trådlös teknik som använder sig av det infraröda spektrumet av ljuset för att skicka information. Signalerna ligger på en frekvens strax under vad det mänskliga ögat kan uppfatta.
IrDA används mest när det gäller relativt korta avstånd. Det behöver vara fri sikt mellan sändare och mottagare. Strålarna kan inte ta sig igenom väggar och är känsliga för dåligt väder.
IrDA används till exempel i fjärrkontroller, men också för dataöverföring i mobiltelefoner och handdatorer.